# Venus and Braves
Venus and Braves (Venus and Braves: Majo no Megami to Horobi no Yogen en japonais, Venus and Braves: The Witch Goddess and the Alchemist of Destruction en Amérique du Nord, littéralement Venus et les Braves : La Déesse Alchimiste de la Sorcière de la Destruction) est un jeu de rôle tactique (Tactical RPG) sous forme de jeu vidéo de la société Namco sorti au Japon le 13 février 2003 sur PlayStation 2. 
Il est le fruit d'un projet appelé "Project Venus", et le successeur (et non la suite directe) du jeu Seven: The Calvary of Molmoth.

## Scénario
Une prophétie raconte qu’en l’an 999 des monstres commenceront à apparaître et dès lors de grands troubles séviront sur la surface de la planète. Cette prophétie raconte également qu’en l’an 1099, la planète mourra. 
Le joueur incarne Blood, un guerrier légendaire qui fut ressuscité d’entre les morts pour une raison qui lui est inconnu et possédant dorénavant la vie éternelle. Il le chef d’une petite milice dans sa ville natale et, avec ses compagnons de route, il doit protéger les villageois.
Un jour en l’an 999, les dires de la prophétie semblent se réaliser. Des monstres apparaissent et sèment le trouble et la confusion dans la région…  À partir de ce moment, les choses se précipitent : les monstres sont de plus en plus fréquents, une jeune femme mystérieuse vient constamment sermonner Blood au sujet de la réalisation de la prophétie, un mystérieux chevalier et son fidèle dragon attaquent la ville et semblent couvrir de très sombres desseins… À partir de ces évènements même, le destin de Blood et de ses nombreux compagnons semble scellé à jamais…
L'ambiance générale du jeu est sombre, triste, mélancolique, épique et très sérieuse.

## Principe
Le joueur est le chef du gang le plus puissant de la ville qu'il doit protéger durant la période s’écoulant du début de la prophétie (l’an 999) à la fin de celle-ci (l’an 1099). Pour ce faire, il lui faut des alliés et il constitue un groupe de combattants en se rendant à la taverne de la ville dans laquelle il peut recruter différents types de mercenaires.
Le système principal, la manière dont se déroule principalement le jeu, est divisé en trois grandes phases. La première phase, celle du dialogue, à écrans fixe sur lesquels on voit les personnages se parler devant un décor fixe, permet de découvrir l’histoire et d’avancer dans celle-ci ainsi que de glaner des informations. La seconde phase permet de se déplacer sur la carte comme dans un Final Fantasy (l’affrontement de manière aléatoire en moins), la troisième phase permet de préparer stratégiquement les phases de combat et la dernière à les exécuter.

## Combats et leurs préparatifs
Venus and Braves, d’un point de vue combat, suit les traces de son aîné (Seven: The Calvary of Molmoth) en proposant un système au tour-par-tour totalement inédit appelé le RBS pour Rotation Battle System. Le principe, est le suivant :
Premièrement et avant toute chose, le joueur ne fait pour ainsi dire presque, voir totalement, rien durant les combats ! Les personnages agissent par eux-mêmes en attaquant, soignant, soutenant. La partie la plus importante est donc la phase des préparatifs des combats qui commence par un écran qui apparaît au début de chaque confrontation. Durant cette phase, le joueur doit, grâce aux informations qui vous sont fournies sur l’ennemi à combattre, anticiper tout ce qui se passera, en préparant chaque membre et en le positionnant correctement sur un quadrillage (comme un damier mais en plus réduit) de 3 cases de profondeur sur 4 de largeur. Tout en sachant qu’un personnage en première ligne ne peut qu’attaquer, qu’un autre en deuxième ligne ne peut qu’utiliser des sorts ou des capacités de protection ou de soutien, s’il en a, envers le personnage se trouvant devant lui sur le quadrillage et qu’enfin un personnage en troisième et dernière ligne ne peut que restaurer, soit lui-même, soit toutes autres personnages se trouvant sur la même ligne que lui, si ses capacités le lui permettent. Tout cela dépend du job du personnage, lui permettant d’employer certaines capacités et non d’autres. 
Les combats se déroulent donc comme pour les échecs : on prépare sa stratégie longuement à l’avance, en n'omettant aucun détail et en positionnant chacune de ses pièces (personnages) judicieusement : l’anticipation avant l’action. Durant cette phase de préparatifs, le joueur peut donc voire les statistiques du monstres que vous affrontez, positionner votre équipe, voir les statistiques des membres de votre équipe, placer des objets sur les membres de votre équipe, équiper vos « witch » et  « aventurer » d’invocations.
Mais Namco a trouvé bon de corser toute cette histoire bien compliquée en ajoutant une des rares choses qu’il est possible de faire pour le joueur durant les combats, c'est-à-dire faire une « rotation ». À la fin de chaque tour (c’est-à-dire lorsque tous les personnages, aussi bien gérés par le joueur que par l’ordinateur, ont fini tous leurs mouvements), le joueur a une poignée de seconde pour décider de faire ou non une « rotation » dans sa formation, c’est-à-dire que les personnages de première ligne se retrouve en troisième, ceux de deuxième en première et, bien évidemment, ceux de troisième en deuxième. Cela peut changer l'issue du combat car, en dehors de la première ligne qui continue d’attaquer au tour suivant, tous les autres personnages de deuxième et troisième ligne n’utiliseront pas une deuxième fois leurs capacités de soutien ou de guérison si la formation n’a pas préalablement tournée. Il leur faut donc faire une rotation complète du damier (donc en étant en deuxième ligne par exemple, revenir après deux rotations sur cette même deuxième ligne) pour pouvoir réemployer le même pouvoir.
Durant ces quelques secondes à la fin de chaque tour, il est aussi possible de décider, qu’au lieu de faire une rotation ou de rester dans cette même configuration, soit de fuir, si cela est possible, soit faire une « invocation ». C’est-à-dire qu’en plaçant un objet spécifique représentant une invocation sur soit une witch, soit un aventurer, le joueur peur sélectionner cette option à la fin d’un tour et invoquer un être qui lancera une attaque spéciale sur l’ennemi. Il n’est possible d’envoyer à la charge ces créatures qu’une seule fois par bataille et par créature.

## Le temps, le moral et  les sentiments
Une grande originalité dans Venus and Braves vient du fait que l’action se passe sur 100 ans (la date du jour est perpétuellement affichée en haut à gauche de l’écran). Bien entendu, pour le personnage de Blood, cela ne pose aucun problème puisqu'il est immortel. Mais pour ses camarades de routes, le problème est tout autre ! Dans Venus and Braves le joueur ne côtoie pas les mêmes mercenaires durant tout le jeu mais bien plusieurs générations de mercenaires. Les personnages que l’on côtoie vieillissent, on les engage à l’âge d’environ 15/16 ans pour les libérer vers une trentaine d’années. Les jeunes hommes commencent à porter le bouc vers la vingtaine et prennent des trais plus singuliers. Les femmes deviennent plus matures. Mais plus le temps passe et plus les caractéristiques du personnage diminuent du fait du vieillissement. Ils finissent tous un jour par demander de partir.
En outre, une autre originalité de Venus and Braves est que les compagnons de route s’éprennent l’un de l’autre. Si le joueur laisse une même sorcière pendant plusieurs années à protéger le même barbare, ils finiront par avoir de sentiments d’amitié l’un envers l’autre, pour finalement déboucher sur une relation amoureuse et le mariage. Durant la période où ils s’aiment sans plus, leur motivation est à son comble et ils sont perpétuellement en forme. À partir du moment où ils se marient, ils souhaitent vivre leurs vies et quitter le groupe… Encore une fois, si cela ne se produit pas comme ils le désirent cela va dépeindre sur leur « stats » et le joueur en subira les conséquences. 
Une autre chose qui fera sentir au joueur le passage du temps est le fait que, en tant que protecteur/dirigeant de votre ville, tous les ans un bilan sera rédigé pour savoir si cette année a été fructueuse ou non (les statistiques de ce bilan sont positives si vous avez tué un maximum de monstres durant cette même année).
Pour finir, lorsque le joueur est en ville ou lorsqu'il combat, le temps ne s’écoule pas, il ne s’écoule que lorsqu'il est sur la carte du monde. Quelques simples pas sur la carte, représentant en réalité plusieurs centaines de kilomètres semblerait-il, qui fait s'écouler 2 ou 3 mois.